# قبة الخزنة

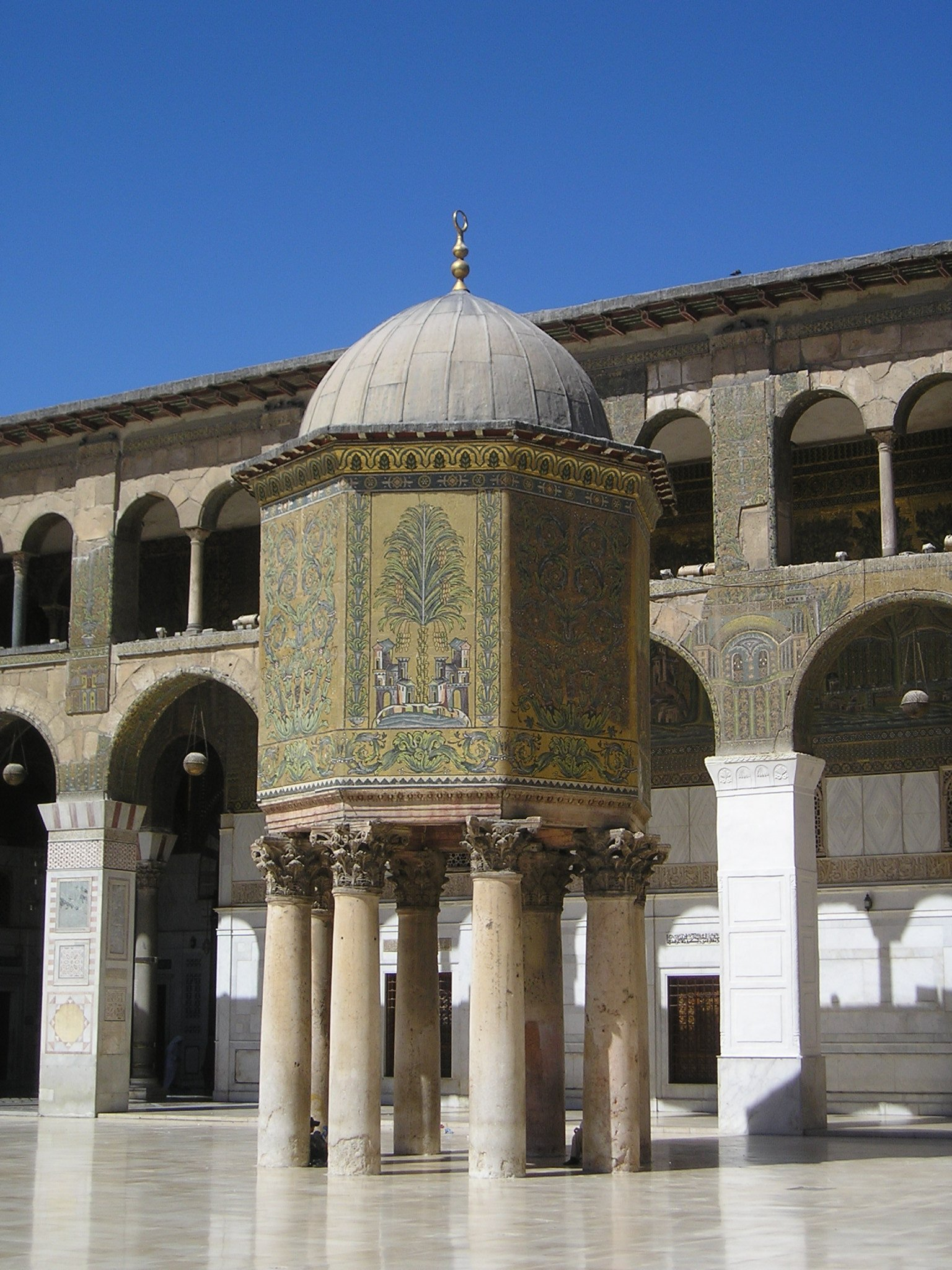
قبة الخزنة

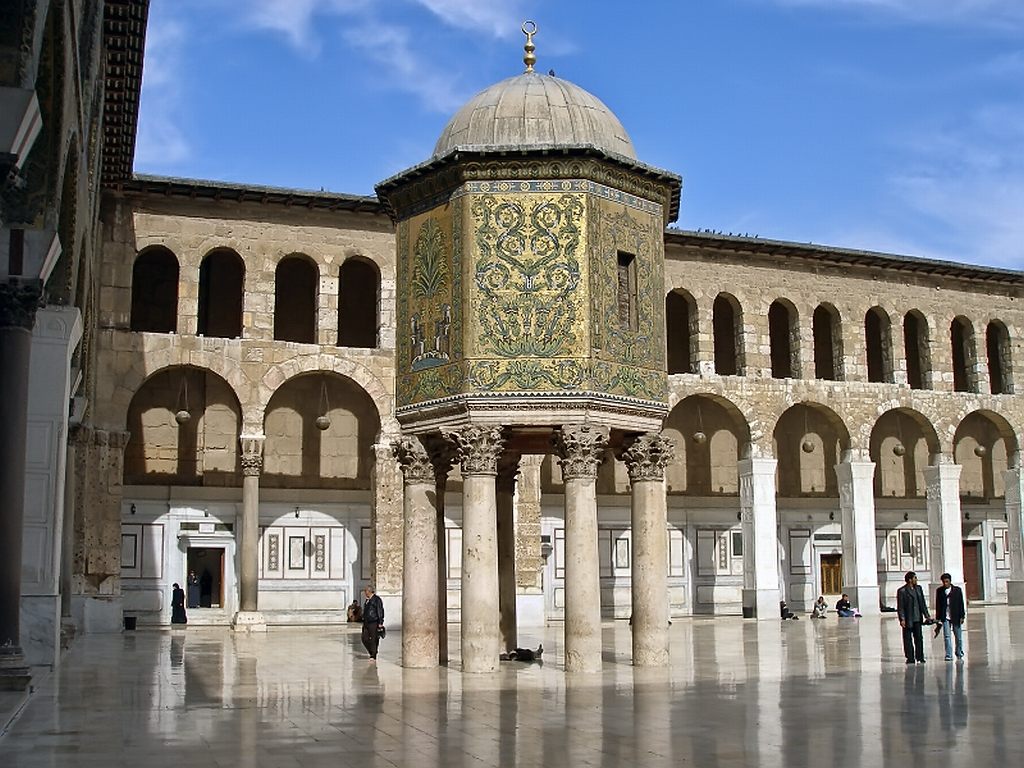
منظر جانبي لقبة الخزنة

قبة الخزنة، بمعنى "قبة الخزينة"، هي مبنى قديم، يقع داخل باحة المسجد الأموي في دمشق، سوريا. وهي بناء مثمن مزينة بالفسيفساء، تقف على ثمانية أعمدة رومانية.
تقع قبة الخزنة، مواجهة لقاعة الصلاة في المسجد الأموي، وقد غطيت تماما ب فسيفساء مزخرفة ملونة . والقبة بنيت بأوامر من محافظ دمشق، الفضل بن صالح، في عام 789.